# Fidèles d'Amour
Les Fidèles d'Amour sont une confrérie initiatique littéraire mentionnée par Dante dans la Vita Nuova. Il n'est pas certain qu'elle ait eu une existence réelle.